# Sperrstelle Gänsbrunnen

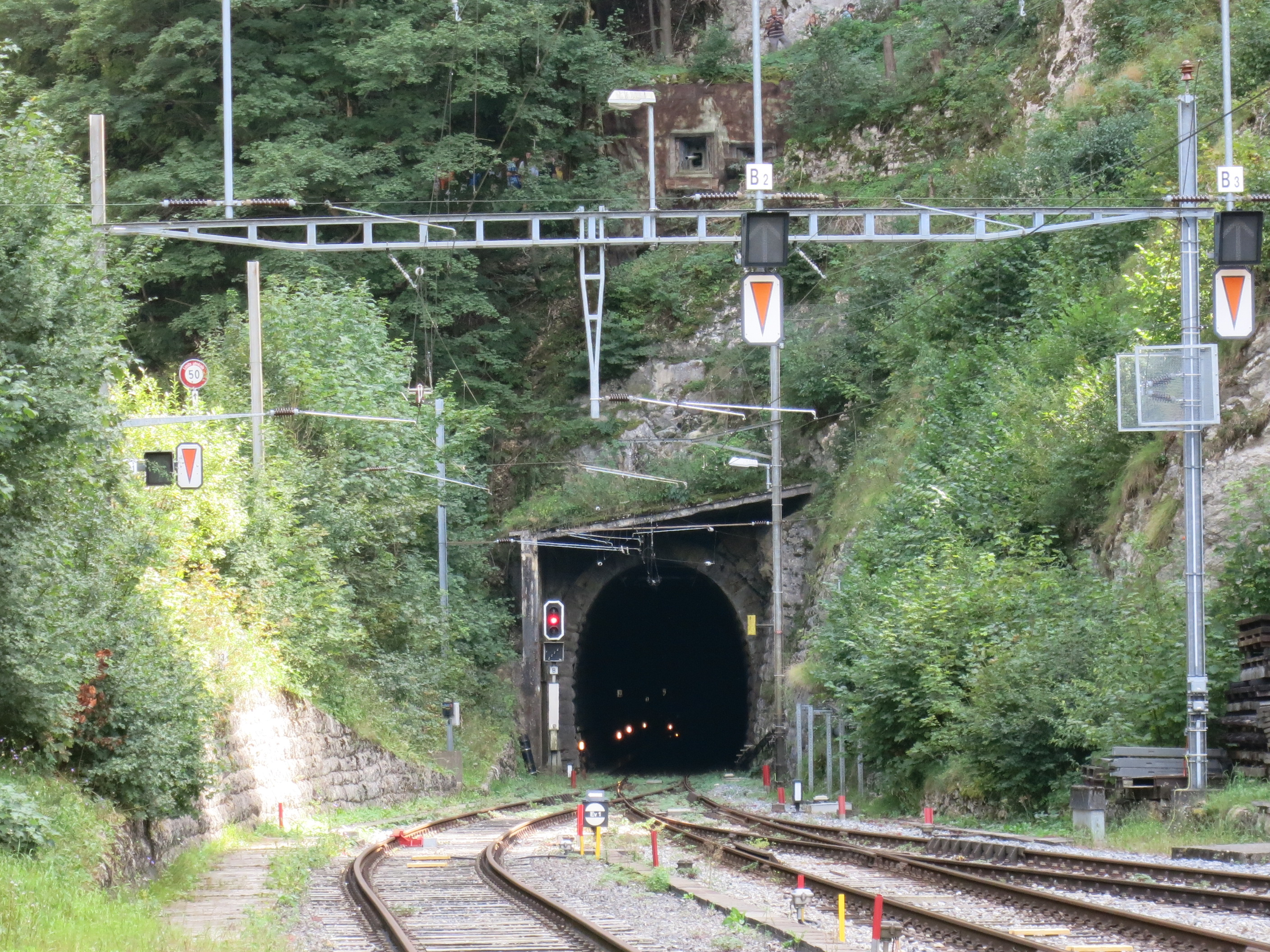
Infanteriebunker Gänsbrunnen Tunnel A 1487 über dem Weissensteintunnel

Die Sperrstelle Gänsbrunnen (Armeebezeichnung «Gänsbrunnen Bahnhof» Nr. 326) war eine Verteidigungsstellung der Schweizer Armee. Sie befindet sich in Gänsbrunnen auf dem Gemeindegebiet von Welschenrohr-Gänsbrunnen im Solothurner Jura auf rund 730 m. Sie wurde während des Zweiten Weltkriegs gebaut und 1995 aus der Geheimhaltung der Armee entlassen. Die Sperrstelle gilt als militärisches Denkmal von nationaler Bedeutung.

## Geschichte
Während der solothurnischen Grenzbesetzung von 1789–1798 gab es eine Besatzung auf dem Tscharandiberg (Binzberg), der an der Grenze zum Fürstbistum Basel und ab 1797 an der Grenze zu Frankreich lag. Am 28. Februar 1798 rückten französische Truppen von Court aus durch das Chaluet-Tal auf den Tscharandiberg vor und eroberten den solothurnischen Posten. Am nächsten Tag erfolgte von diesem Ausgangspunkt aus der allgemeine französische Angriff auf die Solothurner und Berner Stellungen.
Die Sperrstelle liegt in der Klus von Gänsbrunnen, der kürzesten Verbindung vom Schweizer Mittelland (Solothurn) ins grenznahe Delsberger Becken. Die Jurakette wird bei Gänsbrunnen durch den Weissensteintunnel der Bahnstrecke Solothurn–Moutier unterquert. Die Sperrstelle hatte die Strasse und den Eisenbahntunnel mit mehreren Infanteriebunkern sowie eine Umgehung Richtung Binzberg (Übergang nach Court) zu sichern und zu sperren. Die Strassen- und Bahnbarrikade (T 0877) im Engnis der Klus wurde 1937 an der Kantonsgrenze Solothurn-Bern neben dem Weissenstein-Eisenbahntunnel-Eingang gebaut. Die dazugehörenden Bunker wurden 1941/42 durch eine zivile Baufirma erstellt.
Die Sperrstellen Gänsbrunnen und Binzberg gehörten zum Einsatzgebiet der Grenzbrigade 3 (Brigade frontière 3) des 1. Armeekorps (1. Corps d’armée). Die Grenzbrigade 3 erhielt für die rückwärtige Zone ab August 1940 das Territorialregiment Hölstein (Ter Bat 168, 172), das bisher die Schluchten von Court und Moutier gesperrt hatte. Das Ter Rgt Hölstein besetzte ab April 1941 die südlichen Schluchteingänge und die Sperre von Gänsbrunnen mit der Frontgrenze Malsenberg-Graitery-Moron sowie die Höhen von Weissenstein-Montoz und Sperren der Übergänge ins Mittelland. Im Mai 1941 wurde es in Territorialregiment Jura (Ter Rgt Jura) umbenannt (Ter Bat 168, 178) und 1942 durch die HD Bewachungskompanie 4 (BE) beziehungsweise HD Bewachungskompanie 3 (SO) und den lokalen Ortswehren verstärkt.
Von 1945 bis 1995 war das Regiment 90 (Bat 168 BE und Bat 178 SO, ab 1962 Bat 168 und 169 BE) für den Raum zuständig. Während der Armee 61 wurden zahlreiche atomsichere Unterstände (ASU, KP und Kugelbunker) gebaut und die Sperren und Verbindungen erneuert. Die Grenzbrigade 3 erhielt ein Netz von 12-cm-Zwillings-Festungsminenwerfern. Mit der Armee 95 wurden die Grenzbrigaden aufgelöst.

## Sperrstelle Gänsbrunnen
Die Sperrstelle besteht aus drei Infanteriebunkern (zwei waren ursprünglich mit 8,4 cm Kanonen bewaffnet), zwei Felskavernen als Unterstände, einer Strassenbarrikade und sieben modernen Unterständen. Das Infanteriewerk auf der Ostflanke (A 1485) hatte die Westinfrastruktur zu schützen und war nur über eine Leiter erreichbar. Das Panzerabwehrwerk A 1487 wirkte auf die Strasse und frontal auf die Barrikaden. Das Infanteriewerk A 1486 wirkte flankierend auf Strassen- und Bahntrassee sowie auf das Gegenwerk A 1485.
Den verbunkerten 8,4 cm-Feldkanonen (A 1488) wurden als Munitionsvorrat pro Rohr 300 Schrapnell-Granaten und 50 Kartätschen zugeteilt. Für die kurzen Schussdistanzen in den engen Schluchten wurden anfänglich 24 mm-Tankbüchsen (A 1486, 1487) verwendet, da bei der Schweizer Armee zu dieser Zeit nur wenige 4,7 cm-Infanteriekanonen vorhanden waren.
- Strassen- und Bahnhindernis (Tankbarrikade) T 0877 (Kantonsgrenze BE-SO, abgebaut) ⊙
- Infanteriebunker Bahnhof Ost A 1485: 1 Maschinengewehr (Mg), 1 Leicht Maschinengewehr (Lmg) ⊙
- Infanteriebunker Bahnhof West A 1486: Erstbewaffnung 24-mm-Panzerbunkerkanone (Pz Bk Kan) 38, Mg 11 und Lmg, Mitte 1960er umgerüstet auf zwei Mg 51 ⊙
- Infanteriebunker Gänsbrunnen Tunnel A 1487: 8,4 cm Feldkanone, Mitte 1960er umgerüstet auf eine 9-cm-Panzerabwehrkanone Pak 50/57 mit Ständer/Pivotlafette ⊙
- Artilleriebunker A 1488: eine 8,4 cm Feldkanone ⊙
- Unterstand-Kaverne A 1489, 1944 durch Internierte gebaut ⊙
- Unterstand-Kaverne A 1490, 1944 durch Internierte gebaut ⊙

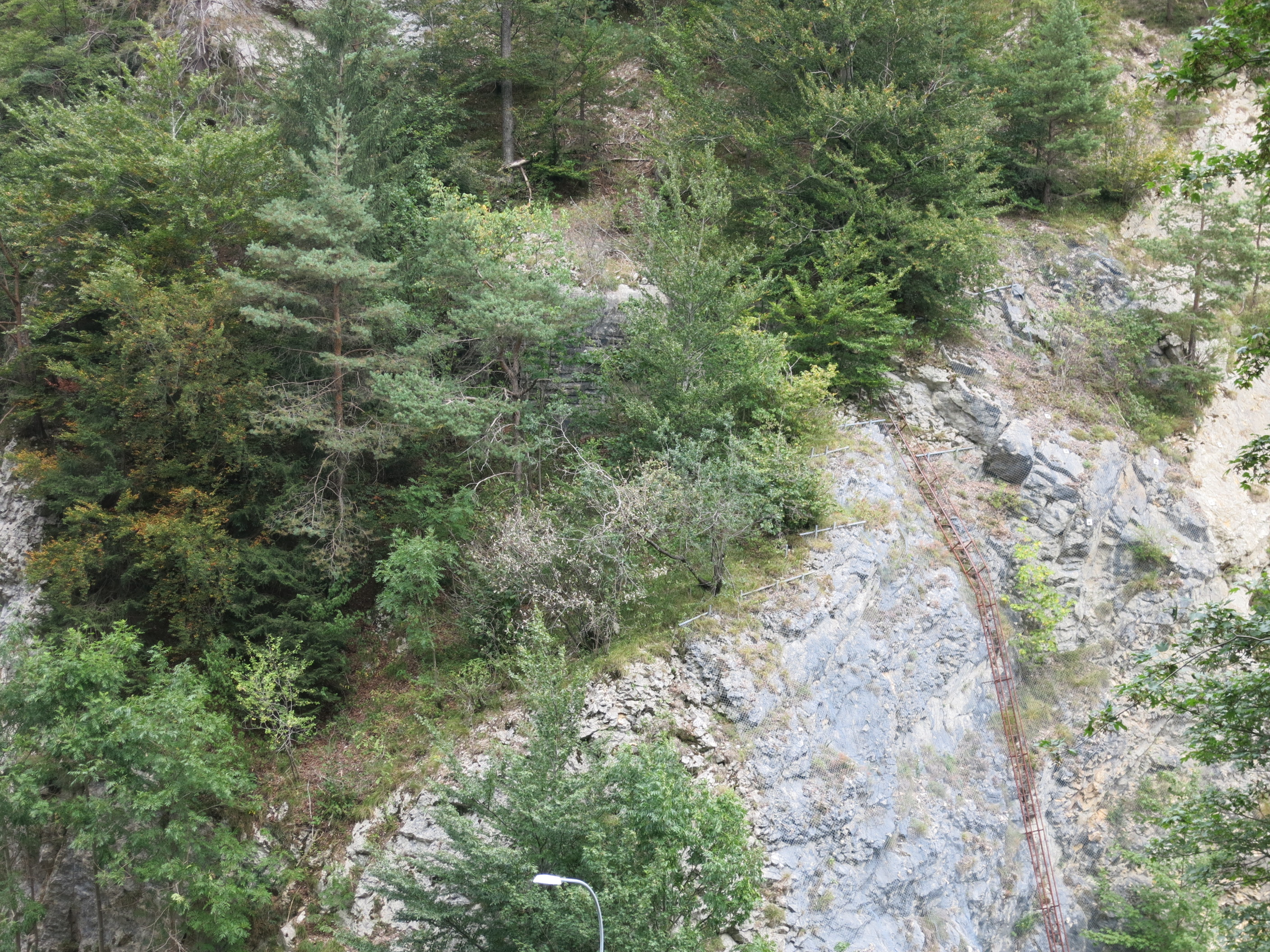
Infanteriebunker Bahnhof Ost A 1485
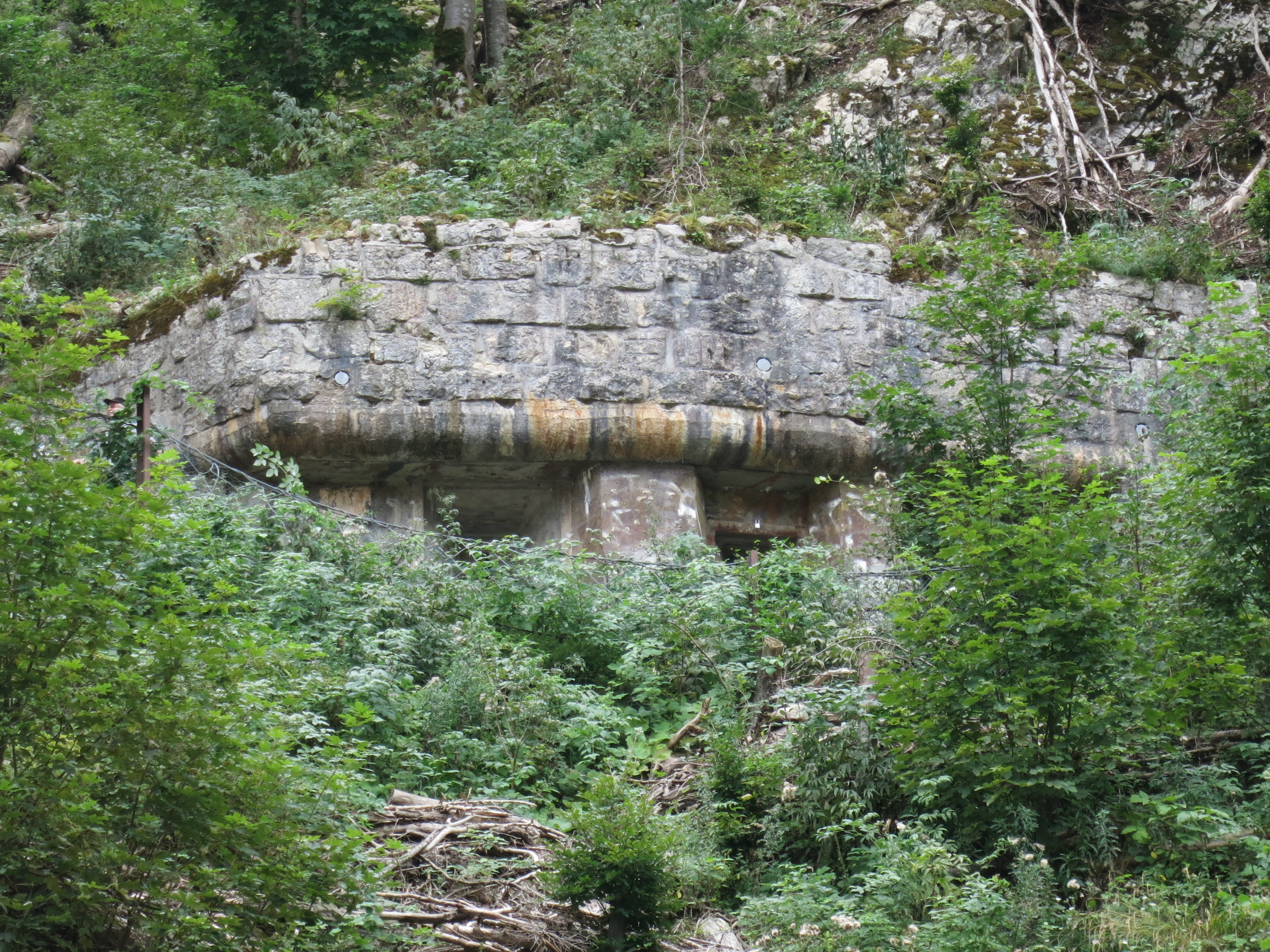
Infanteriebunker Bahnhof West A 1486
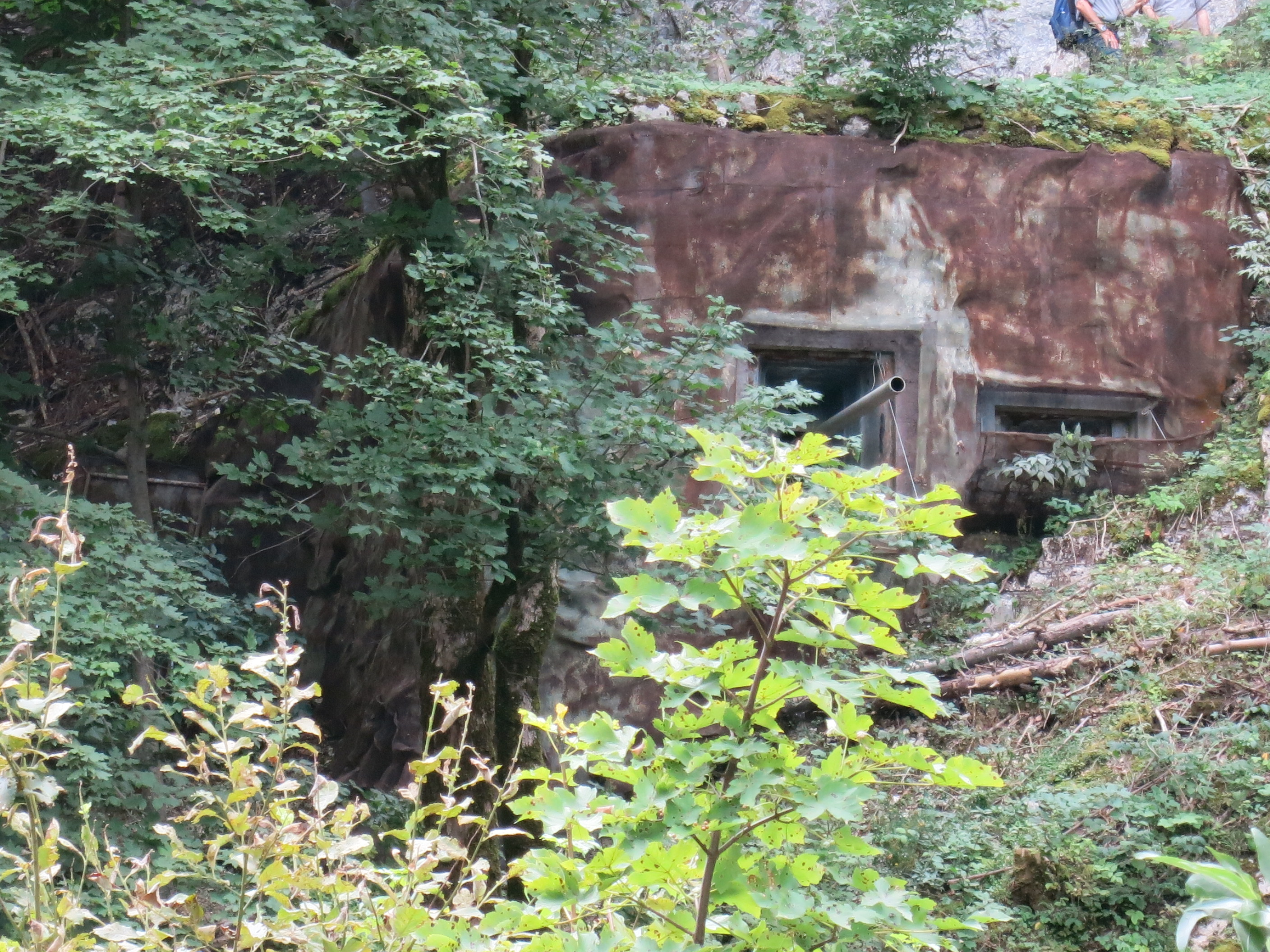
Infanteriebunker Gänsbrunnen Tunnel A 1487
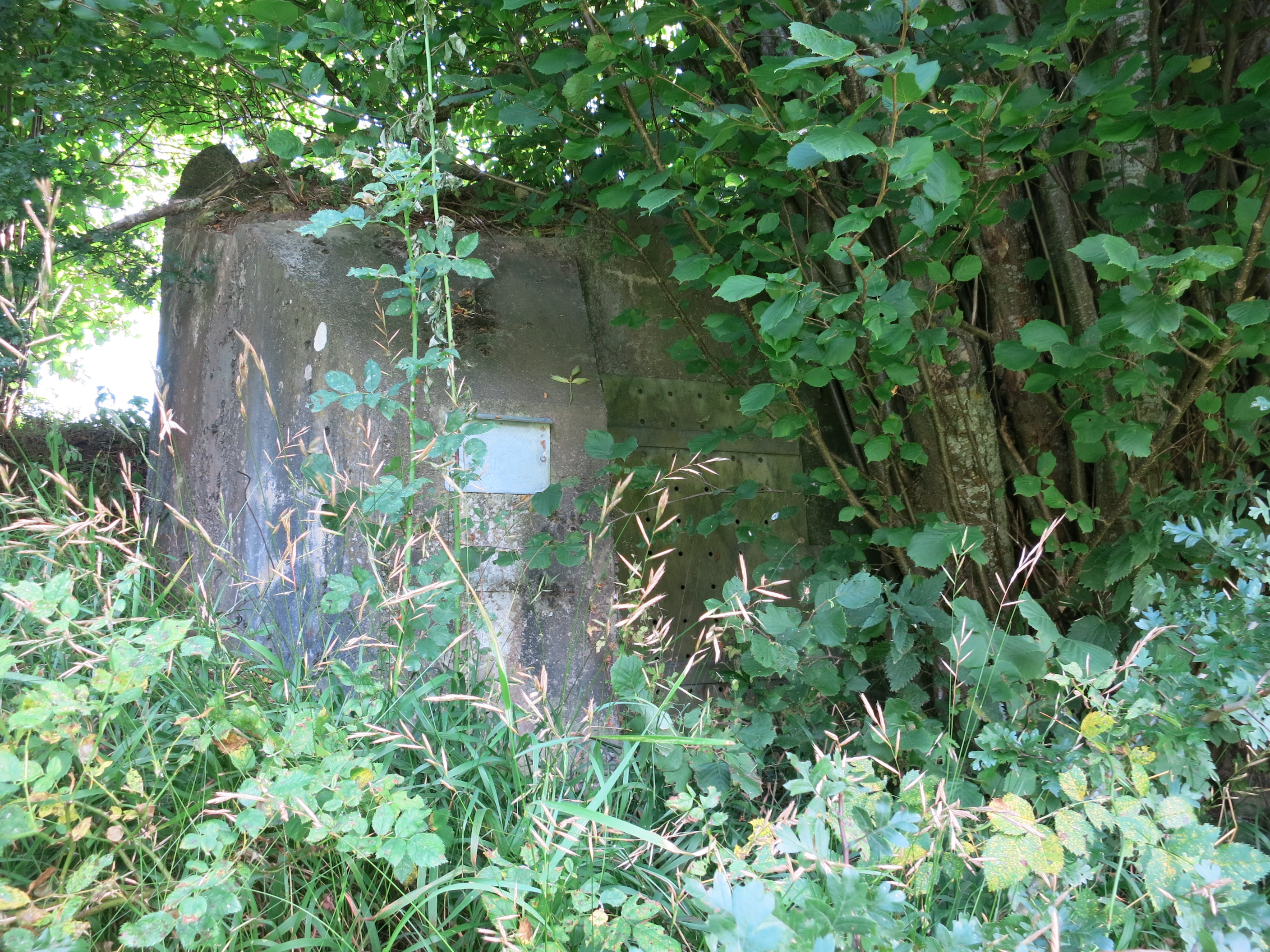
Artilleriebunker A 1488
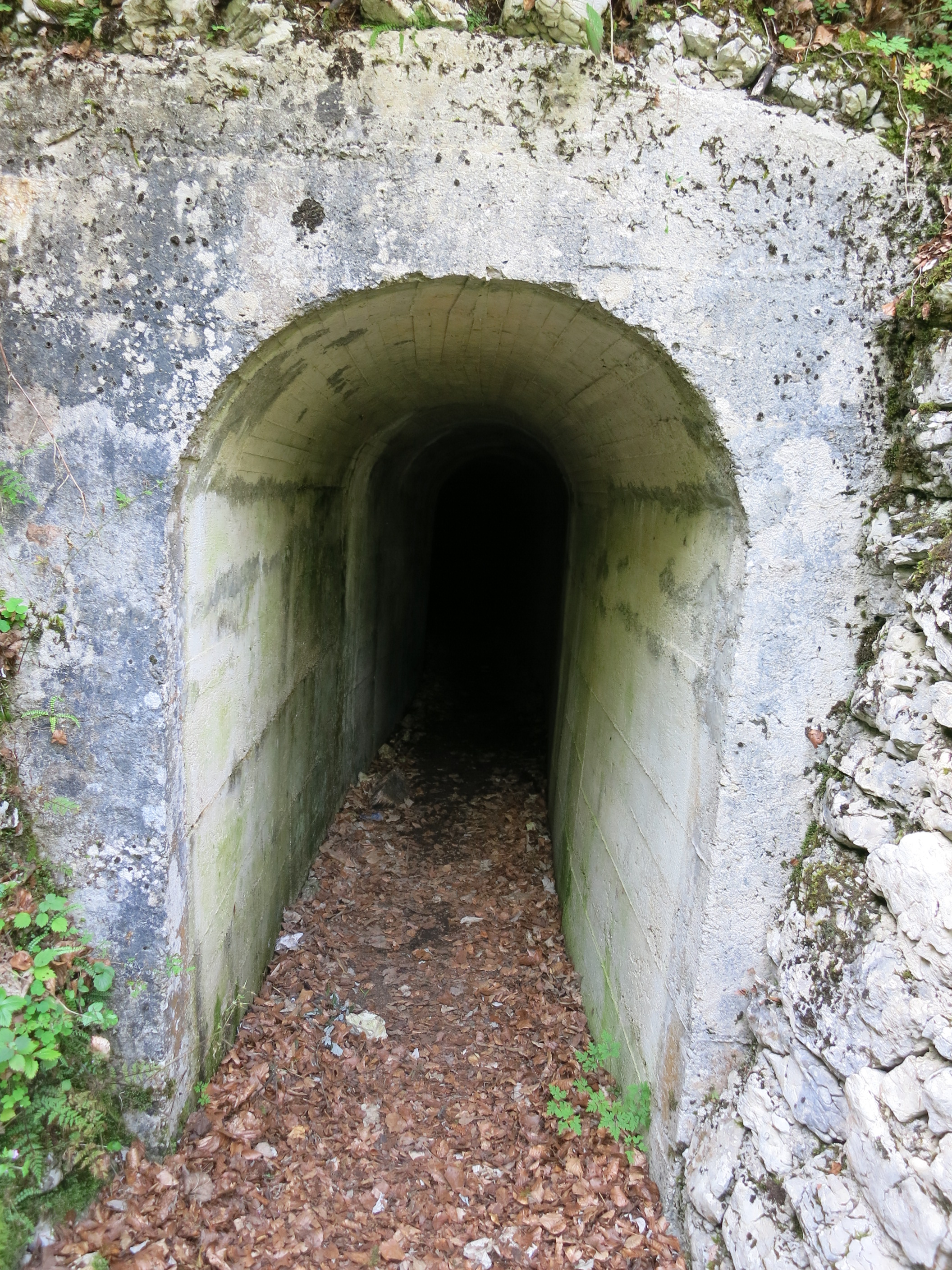
Unterstandskaverne A 1490

## Sperrstelle Binzberg
Um eine rückseitige Umgehung der Sperre von Gänsbrunnen zu verhindern, musste die Verbindung Court-Binzberg-Gänsbrunnen verteidigt werden. Die im Talgrund verlaufende Strasse war nicht durchgehend und über den Binzberg führte nur ein Fahrweg. Die den Raum Chaluet-Court abdeckenden Geschütze waren 1943 schussbereit:
- Artilleriebunker Binzberg Süd A 1491: eine 8,4 cm Feldkanone ⊙
- Artilleriebunker Binzberg Nord A 1492: eine 8,4 cm Feldkanone ⊙[2]

## Sperrstelle La Rossmatte
Die Sperrstelle La Rossmatte JU (Armeebezeichnung Nr. 319) befindet sich auf der heutigen Kantonsgrenze JU/BE (Ortschaft Envelier und Gemeinde Seehof BE).
- Unterstand Schanz Ost A 1439		⊙
- Infanteriewerk Schanz Ost A 1440		⊙
- Infanteriewerk Schanz West A 1441		⊙

## Sperrstelle Gorges de Court
Die Sperrstellen Gorges de Court (Armeebezeichnung Nr. 322) und Gorges de Moutier (Nr. 320) hatten die beiden Juraschluchten zu sperren.
- Infanteriebunker Pont de Penne A 1446, Gorges de Moutier ⊙
- Sprengobjekt Strasse M0333, Gorges de Moutier ⊙
- Sprengobjekt Bahn M0334, Gorges de Moutier ⊙
- Infanteriewerk Gorges de Court Nord A 1494 ⊙
- Unterstand Gorges de Court Nord A 1495 ⊙
- Infanteriewerk Gorges de Court Nord A 1496 ⊙
- Infanteriewerk Gorges de Court Süd A 1497: 9cm PAK ⊙
- Infanteriefelswerk Gorges de Court Süd A 1498: PzBK ⊙
- Infanteriefelswerk Gorges de Court, ob Bahntunnel A 1449: Lmg	⊙

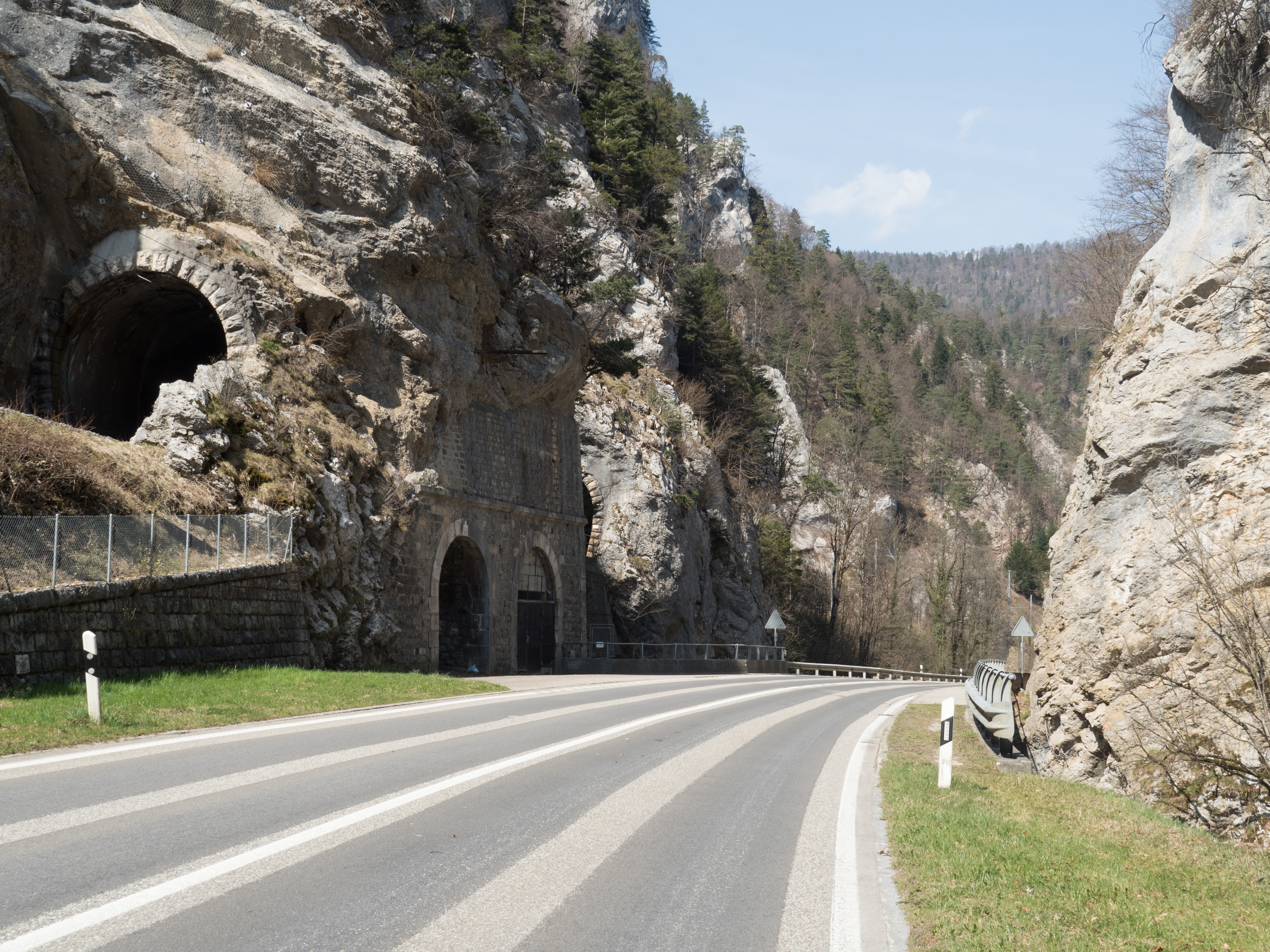
Zugang Infanteriebunker Pont de Penne A 1446
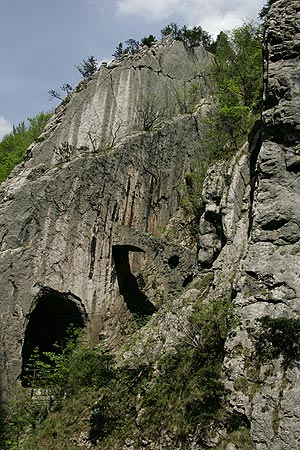
Sprengobjekt Bahn M0334

## Verein Festungswerke Solothurner Jura
Der Kanton Solothurn konnte 2004 fast alle Objekte auf Kantonsgebiet von der Schweizer Armee kaufen, die seither vom Verein Festungswerke Solothurner Jura (VFSJ) betreut werden. In Gänsbrunnen sind das die Werke A 1486 und A 1487. Der VFSJ unterhält Festungswerke aus dem Ersten und Zweiten Weltkrieg und organisiert die Besuchstage «offene Bunkertüren». Er setzt sich für den Erhalt des Weissensteintunnels ein, der im Raum Gänsbrunnen von mehreren Bunkern abgedeckt wurde.